# Europejska liga słownikowa
Europejska liga słownikowa (europejska wspólnota słownikowa) – języki używane w Europie, w tym również języki należące do różnych rodzin językowych, wykazujące wspólne lub podobne cechy leksykalne.

## Zarys problematyki
Języki używane obecnie w państwach europejskich wykazują wiele wspólnych cech, głównie w zakresie słownictwa, ale również frazeologii. Wynika to ze wspólnego dziedzictwa historycznego i kulturowego, z tradycji chrześcijańskiej (językowe nawiązania do Biblii), z dziedzictwa kultury antycznej. Wynika to także z faktu, że użytkownicy tych języków – dzięki bliskości geograficznej – pozostawali ze sobą w różnorakich kontaktach, co doprowadziło do licznych zapożyczeń leksykalnych, również pomiędzy językami o różnym pochodzeniu, jak języki indoeuropejskie i ugrofińskie. 
Oprócz wspólnych zapożyczeń wyrazowych w językach europejskich (por. latynizmy: pol. kultura, niem. Kultur, ang. culture) mamy też do czynienia z zapożyczeniem morfemów, por. sufiksy: -ismus (z łaciny), -age (z francuskiego), -ing (z angielskiego). Jedną z przyczyn unifikacji słownictwa jest wspólnota doświadczeń związana z podobnym środowiskiem geograficznym i przyrodniczym. Stąd zbliżone obrazy metaforyczne ukryte w nazwach roślin, jak: słonecznik, niem. Sonnenblume, ang. sunflower – wszędzie tu następuje łączenie słonecznika ze słońcem. Można więc mówić o europeizmach, czyli internacjonalizmach wspólnych dla obszaru Europy (częściowo też dla Ameryki).

## Przykłady europeizmów w językach o różnym pochodzeniu
Przykłady internacjonalizmów i jednocześnie europeizmów wyrazowych dla języków: polskiego, niemieckiego i fińskiego (tutaj dla uproszczenia podane są tylko przykłady z fińskiego): kaakao, kahvi (kawa), kaviaari, kefiiri, konjakki; karppi, kenguru, kirurgi, klassinen (klasyczny), komendantti, konsuli; kajakki, kassa, kilogramma, kilometri, kioski, klinikka; kongressi, krittiiki, kriittinen (krytyczny).krokotili; kommunisti, kulttuuri.  W języku węgierskim występują takie oto leksemy: akadémia, cifra, doktor, dopping, kolléga, kollégium, perszóna, promoció, publikum, recept, szófa (sofa), toalett. Niektóre z tych fińskich i węgierskich leksemów mają nieco inne znaczenia niż odpowiadające im wyrazy polskie czy niemieckie, są więc jednocześnie tautonimami.
Niektórzy badacze mówią więc o europejskiej lidze słownikowej. Ze względu na podobieństwa leksykalne występujące w językach Europy Środkowej mówi się też o hipotetycznej środkowoeuropejskiej lidze słownikowej. Obok większości języków słowiańskich wliczane są tu język niemiecki (język indoeuropejski, germańska grupa językowa) i język węgierski (uralska/ugrofińska rodzina językowa).
Jolanta Maćkiewicz w obrębie jednej tylko litery „A“ wymienia m.in. takie oto leksemy (poniżej podane zostały tylko przykłady polskie) wspólne lub podobne dla następujących języków: polski, czeski, słowacki, chorwacki, niemiecki, węgierski: abdykacja, abonować, absolutyzm, administracja, admirał, adresować, afera, aforyzm, agitacja, agrarny, agresja, akademia, akceptować, akcja, akredytować, aktualizować, aktywny, akwarela, alarmować, album, algebra, alibi, alkohol, amator, amen, ametyst, amfiteatr, analiza, anegdota, angażować, antropologia, antylopa, aparat, apelować, apodyktyczny, apostoł, aprobować, archeologia, argument, aria, artysta, arystokracja, aspekt, astronomia, atak, atlas, audiencja, autograf, autonomia, awaria. 
Ta sama autorka wymienia niektóre wyrazy wspólne dla wszystkich języków europejskich, m.in. (analogiczne do leksemów polskich): analiza, atom, bomba, chemia, fizyka, kakao, kultura, lampa, litr, metr, planeta, polityka, radio, symfonia. JM 2001 Współcz 557
Analogie występują również w obrębie frazeologizmów, głównie idiomów, czyli stałych związków wyrazowych, których znaczenie nie wynika ze znaczeń poszczególnych elementów. Tym razem jednak są to wyrażenia analogiczne w różnych językach pod względem znaczenia i struktury, ale o różnych formach (o innej pisowni, innej wymowie).
W językach polskim, niemieckim i węgierskim występują takie idiomy jak: zacząć od Adama i Ewy – etw. bei Adam und Eva anfangen – Ádámnál és Évánál kezdi; sodoma i gomora – Sodom und Gomorra –– Szodoma és Gomorra; przekroczyć Rubikon – den Rubikon überschreiten – átlépni a Rubikont.
Wspólne dla różnych języków europejskich są porównania wynikające z podobnych doświadczeń codziennego życia i obserwacji otaczającego świata: biały jak śnieg, chytry jak lis, lekki jak piórko itp.
Analogiczne przysłowia w języku polskim, niemieckim, węgierskim (tutaj tylko przykłady polskie i niemieckie): Niedaleko pada jabłko od jabłoni. Der Apfel fällt nicht weit vom Stamm; Kłamstwo ma krótkie nogi. Lügen haben kurze Beine; Ten się śmieje, kto się śmieje ostatni. Wer zuletzt lacht, lacht am besten.
Liga słownikowa (wspólne lub zbliżone słownictwo) jest podtypem ligi językowej (wspólne lub zbliżone słownictwo, ale też podobieństwa w zakresie gramatyki itd.). Taką ligą językową w szerszym znaczeniu jest liga językowa bałkańska.